# Championnat d'Autriche de combiné nordique 2013
Le championnat d'Autriche de combiné nordique 2013 s'est déroulé sur tremplin normal le 5 octobre à Stams et 6 octobre à Innsbruck sur grand tremplin.
Christoph Bieler a remporté les épreuves sur petit et sur grand tremplin : il est donc double champion d'Autriche 2013.

## Résultats

### Épreuve sur tremplin normal
| Rang | Athlète               |
| ---- | --------------------- |
| 1    | Christoph Bieler      |
| 2    | Harald Lemmerer       |
| 3    | Mario Seidl           |
| 4    | David Pommer          |
| 5    | Lukas Greiderer       |
| 6    | Lukas Klapfer         |
| 7    | Tomaz Druml           |
| 8    | Tobias Kammerlander   |
| 9    | Fabian Steindl        |
| 10   | Philipp Orter         |
| 11   | Marco Pichlmayer      |
| 12   | Matthias Hochegger    |
| 13   | Philipp Kreuzer       |
| 14   | Wilhelm Denifl        |
| 15   | Carlos Kammerlander   |
| 16   | Paul Gerstgraser      |
| 17   | Thomas Jöbstl         |
| 18   | Bernhard Flaschberger |
| 19   | Alexander Brandner    |
| 20   | Marco Beikircher      |
| 21   | Martin Fritz          |
| 22   | Christian Jetzbacher  |
| 23   | Franz-Josef Rerhl     |
| 24   | Noa Mraz              |
| 25   | David Aigner          |
| 26   | David Wiegele         |
| 27   | Janni Reisenauer      |
| 28   | Matija Druml          |
| 29   | Christian Deuschl     |
| 30   | Martin Taschler       |
| 31   | Daniel Rieder         |
| 32   | Stefan Sölkner        |
| 33   | Stefan Hauser         |
| 34   | Mario Gebhardt        |
| 35   | Florian Rieder        |
| 36   | Samuel Mraz           |
| 37   | Michael Brandner      |

### Épreuve sur grand tremplin
| Rang | Athlète               |
| ---- | --------------------- |
| 1    | Christoph Bieler      |
| 2    | Mario Seidl           |
| 3    | David Pommer          |
| 4    | Lukas Klapfer         |
| 5    | Fabian Steindl        |
| 6    | Harald Lemmerer       |
| 7    | Lukas Greiderer       |
| 8    | Tomaz Druml           |
| 9    | Alexander Brandner    |
| 10   | Carlos Kammerlander   |
| 11   | Philipp Orter         |
| 12   | Franz-Josef Rehrl     |
| 13   | Marco Pichlmayer      |
| 14   | Martin Fritz          |
| 15   | Philipp Kreuzer       |
| 16   | Paul Gerstgraser      |
| 17   | Thomas Jöbstl         |
| 18   | Bernhard Flaschberger |
| 19   | Matthias Hochegger    |
| 20   | Wilhelm Denifl        |
| 21   | Noa Mraz              |
| 22   | Christian Jetzbacher  |
| 23   | David Aigner          |
| 24   | Marco Beikircher      |
| 25   | Matija Druml          |
| 26   | Stefan Hauser         |
| 27   | Janni Reisenauer      |
| 28   | Christian Deuschl     |
| 29   | Stefan Sölkner        |
| 30   | David Wiegele         |
| 31   | David Feistenauer     |
| 32   | Mario Gebhardt        |
| 33   | Florian Rieder        |

### Épreuve sur tremplin normal
- Le classement de l'épreuve sur tremplin normal sur le site de la société Ewoxx.

### Épreuve sur grand tremplin
- Le classement de l'épreuve sur grand tremplin sur le site de la société Ewoxx.

### Compte-rendu
- (de) Christoph Bieler doppelter Staatsmeister! : le compte-rendu sur le site de la fédération autrichienne de ski.